# Vulpavus
Vulpavus era un mammifero carnivoro vissuto in Nordamerica durante l'Eocene inferiore, nella fascia d'età compresa tra 50,3 e 46,2 milioni di anni fa. È uno dei più conosciuti esponenti della famiglia dei Miacidi, grazie alla grande disponibilità di reperti fossili.

## Descrizione

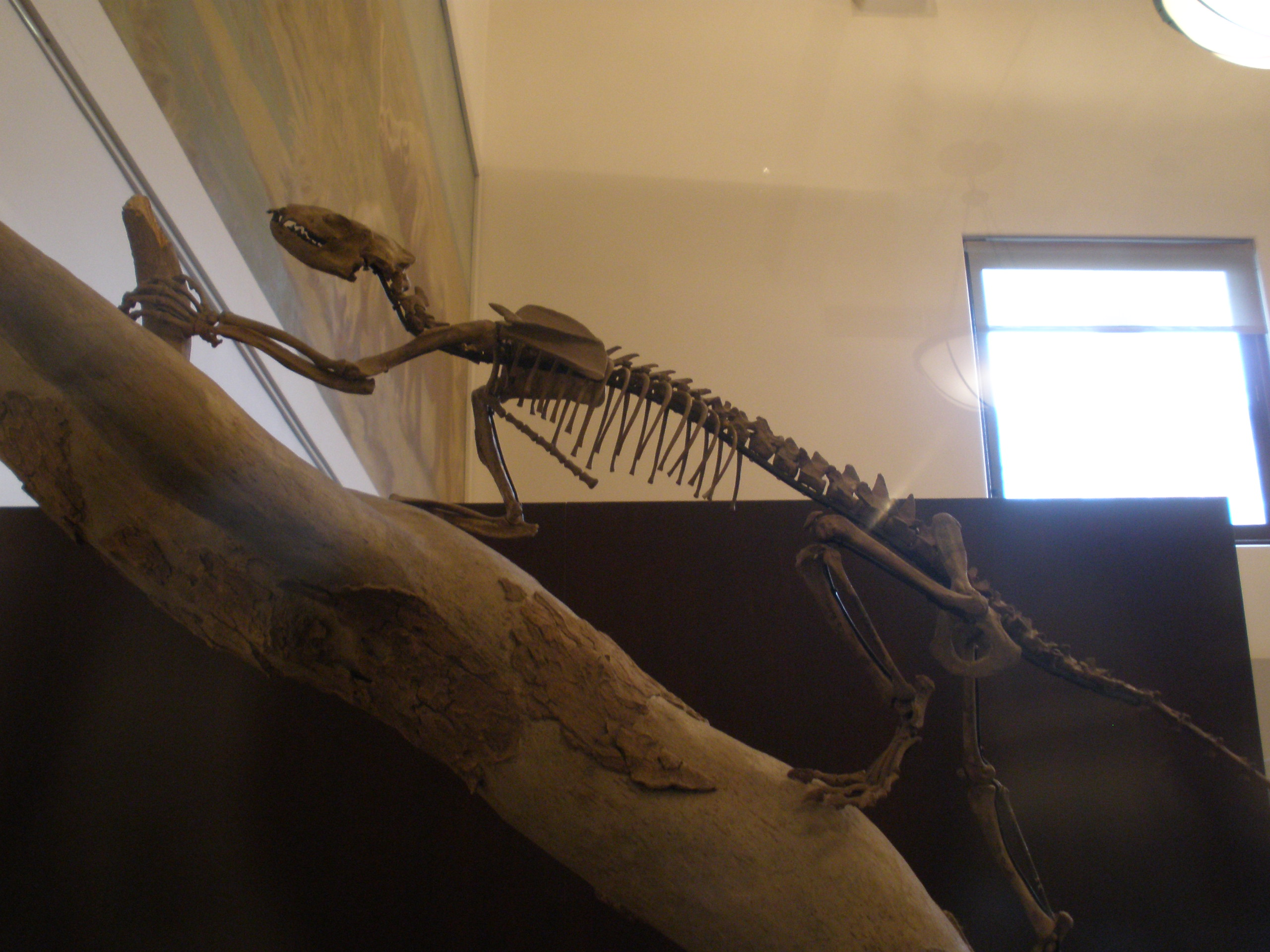
Scheletro completo di Vulpavus

Il Vulpavus (dal latino 'antenato della volpe') era un carnivoro di medie dimensioni; la sua lunghezza media era compresa tra i 60 e i 90 cm (esclusa la coda che poteva raggiungere una lunghezza paragonabile a quella del corpo), mentre il peso dell'animale era stimato poco superiore ad un chilogrammo (nella specie Palustris il peso superava 1,2 kg). La struttura corporea era molto leggera, simile a quella degli attuali Viverridi, con un corpo snello e lungo, coda altrettanto lunga ed una testa piccola ed appuntita provvista di una dentatura adattata sull'alimentazione carnivora, con canini specializzati ed una graduale scomparsa dei molari. Le articolazioni degli arti e della spalla dimostrano che Vulpavus aveva zampe potenti e flessibili con arti molto mobili e artigli ricurvi ed affilati. Come gran parte dei carnivori più primitivi, il Vulpavus era provvisto di cinque dita per zampa.

## Tassonomia
Di questo animale sono note ben sette specie di cui una, Vulpavus farsonensis, di recente scoperta e classificazione. Si pensa che questo animale (insieme ad altre specie come Vassacyon e Didymictis) della famiglia Miacidi sia tra le prime specie dell ordine dei carnivoro ad apparire sulla Terra.

## Paleobiologia
I fossili del Vulpavus sono noti in Nordamerica, tra cui il Canada (nei Territori del Nord-Ovest la specie V. completus nota grazie al ritrovamento di una mandibola) e negli Stati Uniti d'America, negli stati del Colorado (V. australis , V. canavus), del Nuovo Messico (V. australis) e del Wyoming (V. australis , V. canavus , V. farsonensis , V. hargeri , V. palustris e V. profectus, quest'ultima la più ricca di reperti, nella formazione Bridger).
Il Vulpavus doveva ricoprire una nicchia ecologica come quella degli attuali Viverridi: erano animali predatori che si muovevano durante la notte. Nel corso dell'Eocene buona parte dell'Emisfero Boreale era coperta da foreste calde e pluviali; l'animale si spostava in queste foreste alla ricerca di cibo, che variava da insetti a uova fino a piccoli mammiferi, ma era ancora legato anche a vegetali e frutta. Grazie alla struttura ossea è stato possibile dedurre che conducesse anche uno stile di vita arboricolo; fu un agile arrampicatore (seppure è da escludere la coda prensile) e forse possedeva un manto maculato come alcuni attuali viverridi o felini.